# Efferia macroxipha
Efferia macroxipha là một loài ruồi trong họ Asilidae. Efferia macroxipha được Forbes miêu tả năm 1988. Loài này phân bố ở vùng Tân Bắc giới.